# 高山珍眼蝶
高山珍眼蝶（學名：Coenonympha gardetta）是屬於蛺蝶科眼蝶亞科的一種蝴蝶，是珍眼蝶屬的一種。此物種為歐洲特有種，分佈於法國境內的阿爾卑斯山脈至斯洛文尼亞的卡拉萬克斯山脈和朱利安阿爾卑斯山脈一帶。現存有越1萬隻成蝶個體，有量有減少趨勢。幼蟲的寄主為禾本科植物。

## 分佈
分佈於奧地利、法國、德國、意大利、列支敦士登、斯洛文尼亞和瑞士。

## 腳註
1. 1 2 3  van Swaay, C., Wynhoff, I., Verovnik, R., Wiemers, M., López Munguira, M., Maes, D., Sasic, M., Verstrael, T., Warren, M. & Settele, J. 2010. Coenonympha gardetta. The IUCN Red List of Threatened Species 2010: e.T17
2. ↑  Coenonympha gardetta （页面存档备份，存于） - funet.fi （英文）
3. ↑  Coenonympha gardetta （页面存档备份，存于） - Moths and Butterflies of Europe （英文）

## 外部連結
- 维基共享资源上的相關多媒體資源：高山珍眼蝶
- 維基物種上的相關：高山珍眼蝶
- Coenonympha gardetta （页面存档备份，存于） - Schmetterlinge der Schweiz （德文）
- Coenonympha gardetta （页面存档备份，存于） - Europaische Schmetterlinge （德文）
- Coenonympha gardetta - Captain's European Butterfly Guide （英文）